# منطقة يوزنوبورتوفي
منطقة يوزنوبورتوفي (بالروسية: Южнопортовый район) هي إحدى مناطق موسكو، تقع في الحي الإداري الجنوبي الشرقي للمدينة.
تبلغ مساحة المنطقة 4.53 كيلومتر مربع (1.75 ميل مربع). ويبلغ عدد السكان: 73178 (تقدير 2017).